# Elektronische Fahrplanauskunft
Als Elektronische Fahrplanauskunft (EFA) werden Computerprogramme bezeichnet, die Informationen über Fahrtverbindungen des Öffentlichen Verkehrs ausgeben können.

## Funktionsumfang
Der Funktionsumfang von elektronischen Fahrplanauskunftssystemen umfasst die Suche nach der schnellsten Verbindung von einem gegebenen Start zu einem gegebenen Ziel zu einer gewünschten Abfahrtszeit. Diese Suche kann darüber hinaus oft verfeinert werden in dem unter anderem Zwischenhalte angegeben werden, bestimmte Verkehrsarten bzw. -gattungen, wie z. B. Fernverkehrszüge ausgeschlossen werden, die Höchstzahl an Umstiegen angegeben werden oder die Gehgeschwindigkeit eingestellt werden kann.
Als Ausgabe der Fahrplanauskunftssysteme erhält der Nutzer in der Regel sowohl die schnellste Verbindung, als auch weitere ähnliche Verbindungen. Hierbei werden meist die einzelnen zu nutzenden Verkehrsmittel mit ihren Abfahrts- und Ankunftszeiten sowie den einzelnen Haltestellen und Umstiegen angegeben. Darüber wird in einzelnen Auskunftssystemen eine Tarifauskunft gegeben.
Über diese grundlegende Funktion hinaus, erteilen manche Systeme auch Auskunft über Abfahrten und Ankünfte an einzelnen Haltestellen oder Kursbuch-ähnliche Auskünfte einzelner Verbindungen geben.

## Geschichte
Die ersten elektronischen Fahrplanauskunftssysteme entstanden Ende der 1980er Jahre.
Eine erste Anwendung für Heimanwender wurde ab 1987 mit Finajour vom gleichnamigen Unternehmen entwickelt, die erste Verkaufsversion erschien für den Fahrplan 1989/1990 der Schweiz (SBB und Schweizer Privatbahnen).
Im Rahmen des Projekts Kurs 90 der Deutschen Bundesbahn entwickelte die HaCon Ingenieur GmbH eine erste elektronische Fahrplanauskunft in Deutschland. Aus diesem leitet sich das noch heute von der Deutschen Bahn verwendete HAFAS-System ab. Neben diesem Unternehmen verwenden auch die Österreichischen Bundesbahnen, die Schweizerischen Bundesbahnen sowie weitere Verkehrsverbünde und Aufgabenträger das Programm als Fahrplanauskunftssystem. Über die Koordinierungsstelle Europäisches Fahrplanzentrum werden diese Systeme mit europaweiten Fahrplaninformationen der einzelnen Bahnsysteme versorgt.
Neben dem oben genannten System verwenden zehn Aufgabenträger in Deutschland das Programm Elektronische Fahrplanauskunft EFA der MENTZ GmbH für ihre Fahrplanauskünfte. So wird es unter anderem im Projekt DEFAS Bayern genutzt.
Weitere elektronische Fahrplanauskünfte sind GEOFOX, MoFahr und Öffi.
Zwischen 1997 und 1999 wurde in Deutschland als Schnittstelle auf XML-Datenbasis zwischen den verschiedenen Fahrplanauskunftssystemen das System Durchgängige elektronische Fahrgastinformation (DELFI) entwickelt.

## Mathematische Grundlagen
Elektronische Fahrplanauskünfte berechnen die Verbindungen unter anderem mittels Kürzesten-Wege-Algorithmen. Daneben kommen hier Weiterentwicklungen des sogenannten Ariadne-Algorithmus zum Einsatz.